# NGC 5036
NGC 5036 (również PGC 46057) – galaktyka eliptyczna (E-S0), znajdująca się w gwiazdozbiorze Panny. Odkrył ją Francis Leavenworth 25 stycznia 1887 roku.